# Oratorio della Santa Croce di Gerusalemme
L'oratorio della Santa Croce di Gerusalemme è una piccola chiesa di Siena in via Vittorio Emanuele II.

## Descrizione
L'edificio, nominato oggi cappella del Santo Sepolcro, sorto nel Cinquecento sul luogo dell'antico convento di San Basilio, è stato in tempi recenti sede dell'Ordine Equestre del Santo Sepolcro di Gerusalemme; è preceduto da un breve portico a tre arcate. L'interno, a pianta quadrangolare e ravvivato dalla decorazione in stucco bianco che corre sulla parete dell'altare con motivi a festoni, teste di putto, volute, conserva sull'altare maggiore una tela raffigurante la Deposizione di Cristo attribuito a Rutilio Manetti.